# چغک علفی سیاه‌چهره
چغک علفی سیاه‌چهره (نام علمی: Tiaris bicolor) نام یک گونه از تیره زردپره‌ایان است.